# Alelimminola
Alelimminola là một chi bướm đêm thuộc họ Erebidae.